# Династията на Борджиите
„Династията на Борджиите“ (на английски: The Borgias) е историческа драма от 2011 г., създадена от Нийл Джордан.
Сериите се развиват в навечерието на XVI век и проследяват семейство Борджия, италианска династия от испанско потекло. С участието на Джеръми Айрънс като папа Александър VI, Франсоа Арно като Чезаре, Холидей Грейнджър като Лукреция, Дейвид Оукс като Хуан и Ейдън Алезандър като Джофре.
Участват и актьорите Дерек Джейкъби и Колм Фиори като кардиналите Орсини и Дела Ровере.
Световната му премиера е на 3 април 2011 г., в 21:00 ч. по Шоутайм в САЩ и 22:00 ч. в Канада по Браво!, като получава и главна премиера на 21 юни 2011 г. по канадската телевизионна мрежа Си Ти Ви Телевижън Нетуърк.
На 25 април 2011 г. Шоутайм възлага създаването на втори сезон на Династията на Борджиите. Премиерата на втори сезон е на 8 април 2012 г.
На 4 май 2012 г. Шоутайм възлага създаването на трети сезон за 10 епизода за ефир през 2013 г.
За световна премиера на трети сезон е определена дата 14 април 2013 г.
Принципно сериалът е планиран да бъде в четири сезона, но на 5 юни 2013 г. от Шоутайм обявяват, че четвърти сезон няма да бъде сниман поради твърде високите разходи по продукцията. В България сериалът е излъчен за първи път по Фокс през 2013 г.

## Резюме
Сериалът проследява възхода на семейство Борджия до върха на римокатолическата църква и техните борби да останат на власт. Началото на първи сезон се фокусира върху избирането на Родриго Борджия за папа с помощта на симония и подкупническата помощ на сина си Чезаре. Борджия спечелва мнозинството от гласовете на кардиналския съвет и е избран за папа, именувайки се Александър VI, и започва преследване на враговете си от кардиналския конклав, които са гласували срещу него.
Междувременно най-големият съперник на Александър, кардинал Дела Ровере, обикаля Италия и Франция в търсейки на съюзници за сваляне на папата. Той успява да убеди краля на Франция да му помогне за свалянето на папа Александър в замяна на подкрепата му за предявяване претенции към трона на Неаполитанското кралство, и чрез брачен съюз със семейство Борджия. Кулминацията на сезона е Шарл с войската си и кардинал Дела Ровере, на поход към Рим, където най-после ще се изправят един срещу друг с Борджия.

## Актьорски състав

### Главни роли
- Джеръми Айрънс в ролята на Родриго Борджия / папа Александър VI: Амбициозен кардинал и глава на семейство Борджия. Той използва позициите си за ппридобиване на власт и влияние. Проницателен и далновиден, той е крайно предан на семейството си, но също така се радва и на компанията на красиви жени.[5]
- Франсоа Арно в ролята на Чезаре: син на Родриго, той е бащиният консулиере в църквата. Той иска да напусне духовенството, предпочитайки войната пред него. Нравът му е насилнически, убива всички, които застават пред семейната кауза и дори романтичните съперници. Отдадеността му към сестра си Лукреция е единствената му слабост.[6]
- Холидей Грейнджър в ролята на Лукреция: дъщеря на Родриго, тя е високо ценена от баща си. Още от началото сериалът се фокусира над слуховете за кръвосмешение между нея и брат ѝ, Чезаре. Красива, умна и предана, от малка е сгодена за студения Джовани Сфорца, и страда от нещастния си брак. Тя използва ума и чара си, за да спаси баща си, да не бъде детрониран.[7]
- Джоан Уоли в ролята на Ваноца деи Катанеи: куртизанка, майка на децата на папата. Нейното място в семейството е застрашено от новата метреса на папата.[8]
- Лоте Вербек в ролята на Джулия Фарнезе: Красивата любовница на папата. Независима и мъдра жена, тя получава доверието на папа Александър и става близка приятелка и ментор на Лукреция.[9]

- Дейвид Оукс в ролята на Хуан Борджия: син на Родриго и генерал-капитан на Църквата. Той е безразсъден и арогантен, както и нелеп страхливец.[10]
- Шон Харис в ролята на Микелето: отдаден последовател на Чезаре Борджия и негов наемен убиец. Той се грижи за безскрупулните убийства заповядвани от Чезаре, за да запазят могъществото на семейство Борджия.[11]
- Ейдън Александър в ролята на Джофре Борджия: Едва възмъжаващият най-малък син на Родриго. Той е оженен от папата за Санчия от Неапол, за да подсигури и затвърди позицията си.[12]
- Колм Фиори в ролята на Джулиано дела Ровере: Могъщ кардинал. След като губи изборите за папа от Родриго Борджия, той се отдава на детронирането на новия папа, в когото вижда развратник и богохулник.[13]

### Поддържащи роли
- Ронан Вайберт в ролята на Джовани Сфорца: херцог на Пезаро, избран от папата за съпруг на Лукреция, в замяна на подкрепата на рода Сфорца. Студен и брутален човек, той изнасилва Лукреция още в началото на брака им. Чупи си крака, падайки от кон, благодарение на Лукреция. Той разваля съюза с Борджия като отказва да го подкрепи срещу френската инвазия. По-късно е унизен от Борджия и брака му с Лукреция е анулиран поради импотентност. По-късно е убит от Чезаре Борджия.
- Стивън Берков в ролята на Джироламо Савонарола: Влиятелен свещеник във Флоренция, който проповядва срещу корупцията в Църквата.
- Саймън Макбърни като Джоан Бърчард: Библиотекар в Рим, към когото папата се обръща за съвети по канонично право.
- Аугуст Прю в ролята на Алфонсо II Неаполитански: Най-възрастният син на Крал Фердинанд I Неаполитански. Баща му е стар и немощен, оставяйки на него управлението на Неапол. Той по-късно е измъчван до смърт от крал Шарл VIII, обвинявайки го за чумата в Неапол, а тялото му е поставено в гротесковата „Тайна вечеря“, която баща му създава, като Юда Искариотски.
- Дерек Джейкъби в ролята кардинал Орсино Орсини (измислен герой): Един от кардиналите, гласували срещу папа Александър. Отровен по заръка на Чезаре Борджия.
- Рута Гедминтас в ролята на Урсула Бонадео/сестра Марта: Благородничка, която се въвлича в страстна любовна връзка с Чезаре Борджия. След като Чезаре отравя съпруга ѝ, тя отхвърля любовта му и става монахиня, получавайки името „сестра Марта“. Убита при нападение на манастир „Света Сичилия“, който е унищожен от Шарл VIII, отстъпвайки от Рим, на път за Франция.
- Илес Габел в ролята на Джем: Претендент за трона на Османската империя, брат му, Баязид Богоподобния оспорва трона и го изпраща в изгнание. Папа Александър приема предложението на султана да приеме Джем в замяна на финансова подкрепа. Джем в края на краищата е убит от Борджиите, които използват по-голямата част от финансовата помощ получена от него, за зестрата ѝ.
- Монсара Ломбард в ролята на Мария, прислужница в къщата на Орсини през престоя на Джулия Фарнезе, имала неблагоразумието да свидетелства за връзката на Джулия с папата, за което по-късно е убита.
- Емануел Шрикуй в ролята на Санча Арагонска: Незаконната дъщеря на Краля на Неапол. Хуан отказва да се ожени за нея, понеже била незакона дъщеря. Поради тази причина, тя е омъжена за Джофре, но Хуан е обладан от нейната красота и започва афера с нея.
- Вернон Добчеф в ролята на кардинал Джулио Версучи (измислен герой)
- Боско Хогън в ролята на кардинал Пиколомини
- Люк Паскуалино в ролята на Паоло: Млад прислужник на Джовани Сфорца. Омаян от Лукреция, той е възмутен от отношението на господаря си към нея и саботира седлото на Сфорца, като по този начин му нанася жестоко нараняване. По-късно има афера с Лукреция, и става баща на детео ѝ. След като това излиза наяве, той ѝ помага да избяга от Сфорца, с цената на жестоко наказание от господаря си. По-късно той я последва в Рим, където се събира със сина си и Лукреция. По-късно е убит от Хуан, който го обесва така, че да изглежда като самоубийство.
- Джина Макий в ролята на Катерина Сфорца: Братовчедка на Джовани Сфорца и известна военна лидерка. Като останалите Сфорца, тя отказва подкрепата си за папата срещу френската инвазия. По-късно е обсадена от папската войска, предвождана от Хуан Борджия, където пленяват сина ѝ, по-късно върнат ѝ от Чезаре.
- Питър Съливан като Асканио Сфорца: Могъщ кардинал, който става папски съветник като част от сделката с Родриго Борджия, в замяна на гласа му за папа. Асканио урежда брака между Лукреция Борджия и братовчед му Джовани Сфорца.
- Джулиан Блийч в ролята на Николо Макиавели: Държавник във Флерентиската република и съветник на семейство Медичи, той внимателно обмисля предложенията за съюз на кардинал дела Ровере и Чезаре Борджия. Дела Ровере настоява за свободен достъп през земите на Флоренция на френската армия по пътя ѝ към Рим. След като Медичи дават свободен достъп през земите си, след заплахата за пълно разрушение на Флоренция от страна на краля на Франция, по-късно той се съюзява с Чезаре Борджия като го съветва за отец Савонарола и издава мястото на златото на Медичи, което Чезаре иззема.
- Айвън Кейв в ролята на Лудовико Сфорца: Брутален херцог на Милано, познат още като il Moro (Мавърът), който заема трона и държи като затворник племенника си. Отхвърля съюза на Сфорца с папата и позволява преминаването на френската войска през земите на Милано.
- Мишел Мюлер в ролята на Шарл VIII: Крал на Франция и предводител на една от най-страховитите войски в Европа. Той има претенции към трона на Неапол и влиза в съюз с кардинал Дела Ровере, който му обещава, че ще му даде кралството, след като детронира папа Александър. С комплексите за височината си, вида и вярата си, той е привлечен от Лукреция Борджия по пътя си към превземането на Рим, а по-късно е склонен за съюз с папата, който се съгласява да го направи крал на Неапол.
- Дейвид Лове в ролята на френски посланик в Рим.
- Себастиян де Соуца в ролята на Алфонсо Арагонски: Херцог на Бишелие и принц на Салерно. Той пристига в Рим като кандидат за ръката на Лукреция и приема да ѝ стане втори съпруг.
- Шведския актьор Матиас Варела ще изпълни ролята на неаполитанския крал Фердинанд в сезон 3.[14]

## Продукция
Сериалът е международна продукция, режисиран от ирландец, сниман в Унгария и продуциран в Канада. Главно е сниман в Унгария в „Кобра студио“, намиращо се в село Етиек, западно от Будапеща.
Нийл Джордан се опитва да направи филм за управлението на Борджиите повече от десетилетие и много пъти е стигал до заключителни проекти, включвайки звезди като Колин Фарел и Скарлет Йохансон. През 2010 г. Стивън Спилбърг, оглавяващ „Дриймуъркс“ (сега продуцент на „Династията на Борджиите“), предлага да филмът да стане телевизионна драма и Нийл Джордан предлага идеята на Showtime, които искали да запълнят празнината си от историческия сериал „Династията на Тюдорите“, който бил във финалния си сезон, и така дават зелена светлина на сериала. Нийл Джордан определил, че най-добре ще е сериалът да бъде четири сезона. Така ще може да обхване най-малко поне папството на Александър VI (1492 – 1503).
За ролята на Родриго Борджия Нийл Джордан се обръща към носителя на „Оскар“ Джеръми Айрънс, известен с ролите си на злодеи и антигерои. Актьорът имал съмнения, че е подходящ за ролята на герой, когото историята описва като прекаленно пълен, мрачен и комплексиран испанец, но Джордан поискал от него да се фокусира аспекта на героя за власт и живот, които актьорът пресъздава напълно.